# Sosuke Uno
Sōsuke Uno (jap: 宇野 宗佑 Uno Sōsuke), född 27 augusti 1922, död 19 maj 1998, var en japansk politiker och landets 75:e premiärminister. Hans korta regeringstid berodde på en kärleksaffär som han hade haft med en geisha.